# Кузнецький ВТТ
Кузнецький ВТТ (рос. КУЗНЕЦКИЙ ИТЛ, Кузнецлаг) — підрозділ системи виправно-трудових установ ГУЛАГ.
Час існування: організований 14.05.53 (перейменований з Будівництво 247 і ВТТ);

на 01.01.60 — діючий.
Дислокація: м. Челябінськ, м. Челябінськ 40 (1959).

## Підпорядкування
- ГУЛАГ МЮ з 14.05.53;
- ГУЛАГ МВС з 28.01.54;
- Головне Управління таборів промислового будівництва (рос. Главпромстрой) з 03.02.55;
- ГУЛАГ МВС з 1955 р. ;
- МВД РСФСР з 10.11.57.

## Виконувані роботи
- обслуговування Будівництва 247, Будівництва 587,
- будівництво об'єкта «Мідні рудники» (об'єкт 950), об'єктів 801, 802, комбінату 817,
- будівництво ТЕЦ, дублера заводу «Б», заводу ЗБВ,
- будівництво залізниці Киштим-Карабаш,
- будівництво греблі на р. Течі з пристроєм водойми для скидання слаборадіоактивних вод,
- житлове та соцкультпобутове будівництво,
- с/г роботи в радгоспах ім. Ворошилова і Горького (останній — в селі Чесма).

## Чисельністьз/к
- 01.01.54 — 9966,
- 01.01.55 — 8052,
- 01.01.56 — 7593,
- 01.01.57 — 11038,
- 01.01.59 — 8954,
- 01.01.60 — 4220;
- 01.06.53 — 7538;
- 01.01.55 — 9512.